# Нью-Йорк, Центральный парк (телесериал)
«Нью-Йорк, Центральный парк» (англ. Central Park West) — американская телевизионная мыльная опера, транслировавшаяся на канале CBS в прайм-тайм с 13 сентября 1995 года по 28 июня 1996 года. Мыльная опера была произведена и создана Дарреном Старом, а её сюжет разворачивался в Нью-Йорке, в одном из богатейших районов Манхэттена.
Сериал был попыткой CBS восстановить свои позиции после катастрофического сезона 1994-95, когда телесеть потеряла ряд своих ключевых региональных партнеров и опустилась до третьего места в ежегодных рейтингах. Central Park West стал наиболее рекламируемой программой сезона 1995-96, а канал пытался тем самым повторить успехи своих хитов восьмидесятых «Даллас» и «Тихая пристань». В шоу снялись Мэриел Хемингуэй в роли главного протагониста и Мэдхен Амик (пилот «Спасатели Малибу», «Твин Пикс», «5-й угол», «Лунатики», «Пастырь», «Ривердейл») в роли антагониста, а также супермодель Лорен Хаттон на заре своей карьеры.
Сериал не имел успеха в рейтингах, которого так желал CBS, запуская проект. После тринадцати эпизодов Мэриел Хемингуэй была уволена, а сериал поставлен на перерыв до лета 1996 года. Пытаясь привлечь более зрелую аудиторию, канал пригласил на главную роль киноактрису Ракель Уэлч, а сам проект стал ближе по тону к мыльной опере «Династия». Название было сокращено до аббревиатуры CPW и шоу просуществовало ещё восемь эпизодов, которые транслировались в июне 1996 года. Central Park West стал наиболее провальной новинкой сезона и так и не смог привлечь аудиторию, что привело к закрытию шоу в июле 1996 года.

## Актёры и персонажи
- Мэриел Хемингуэй — Стефани Уэллс (эпизоды 1-13)
- Мэдхен Амик — Кэрри Фэйрчайлд
- Лорен Хаттон — Линда Фэйрчайлд-Раш
- Джастин Лазард — Джил Чейс
- Рон Либман — Аллен Раш
- Джон Барроумэн — Питер Фэйрчайлд
- Том Верика — Уилл Мерилл
- Мелисса Эррико — Алекс Бартоли
- Майкл Мишель — Никки Шеридан
- Кайли Трэвис — Рэйчел Деннис (эпизоды 3-21)
- Ракель Уэлч — Дианна Брок (эпизоды 14-21)
- Ноэль Бек — Джордан Тейт (8 эпизодов)
- Аманда Пит — Робин Гейнер (6 эпизодов)
- Беллина Логан — Кэролайн (5 эпизодов)